# Паїсій (Яроцький)
Христа ради юродівий старець Паісій, у миру Прокопій Григорович Яроцький (1821, Лубни — 1893) — рясофорний інок Києво-Печерської Лаври.

## Життя
Блаженний Паїсій народився в 1821 році в місті Лубни Полтавської губернії в багатодітній родині міщан. При народженні названий Прокопієм. Його мати була глибоко віруючою та благочестивою жінкою, та всіх дітей виховувала в благочесті та чистоті. Особливо вона любила приймати мандрівників та богомольців. В 16 років Прокопія приймають до Києво-Печерської Лаври на тимчасове послушання. В цьому не визначеному статусі він був три роки, оскільки не зміг зібрати необхідних документів: потрібно було зібрати письмову згоду матері, братів, звільнення з Луганського міщанського товариства, затвердженого Полтавською казенною палатою.
Втративши надію на вступ до Лаври, Прокопій хотів піти з неї, але тяжко захворів та був відправлений в братський шпиталь. Там він побачив чудесне видіння: Божа Матір відкрила йому майбутній подвиг. Прокопій лишився в Лаврі, та 23 березня 1850 року зарахований до Лаври дійсним послушником. Своїм духовним отцем він вибрав преподобного Парфенія.
З благоговінням Прокопій спостерігав за життям другого великого старця — блаженного Феофіла (Горенківського).  Прокопій трудився на хорах, де над ним насміхалися інша братія, через що він ще більше заглибився у молитовний подвиг. В 1853 році послушник Прокопій був переведений у Голосіївську пустинь. Направляючи юнака на нове послухання, Духовний Собор Лаври рекомендував його як благонадійну, скромну та чесну людину.
Спочатку проявлення юродства Прокопія проявлялось у тому, що у храмі він ніколи не читав з книги, а на пам'ять перевернувши при цьому книгу. До Матері Божої він завжди звертався на «Ви»; іноді дивно вів себе у храмі, чи підрясником протирав перила. У 1854 році був підстрижений з іменем Паїсій та переведений до Китаївської пустині. Але згодом старець в брудній одежі, з залізним посохом почав ходити Києвом, ночуючи то в Лаврі, то серед вулиці. Харчувався об'їдками, взимку стояв на колінах у снігу. Бувало, що в церкви, знаходився у постійному русі викриваючи тих, які стояли поруч, ганяючись за духами, які бачив лише він. Юродство Паїсія притягувало до нього багато людей, для того щоб поговорити з старцем до нього приїжджали з дальніх міст та селищ. При розмові з людьми найулюбленішим заняттям старця було грізне викриття.
В 1867 році Київський митрополит намагався заперти Паїсія в Китаївський пустині, але з цього нічого не вийшло. В Голосієво Паїсію доручили читати молитовне правило митрополиту Філарету. Через рік, по благословенню владики, скитоначальник Мойсей підстриг Паїсія в рясофор з іменем Паїсій. Після постригу отець Паїсій повернувся до Києво-Печерської Лаври, де почав свій важкий подвиг юродства. Він почав вести себе як божевільний, ходив по київських монастирях, приходячи в Лавру на богослужіння, спав де прийдеться, хоча ніхто не бачив його сплячим. Одягався дуже бідно, на голові носив брудну пов'язку, а на ногах — чоботи без підошви. В руках завжди тримав палку, замотану у ганчірку.
Якщо хтось дарував йому рясу, він спочатку забруднював її, або відривав шматок і тільки тоді надягав, а підрясники завжди лишав бідним. За кожну милостиню, яку йому давали, клав земні поклони та молився поіменно за кожного. Харчувався блаженний залишками братського столу, змішуючи в своїй тарілці всю їжу разом, залишки складав в маленький горщик «про запас», щоб через деякий час з'їсти вже не придатну для звичайної людини їжу. Терпів багато знущань, побоїв але прощав всім. За таке смирення та добровільне мучеництво Господь прославив його силою своєї молитви та дарував дар зцілення, прозорливістю та дарував дар великої любові до людей, який старець ховав під покровом юродства. До кожного старець звертався «душечко» або «душко», всі гріхи, та тайні наміри та думки переводив на себе та викривав ніби свої власні. Блаженний передбачив вбивство російського імператора Олександра ІІ, призначення в Київську митрополію святителя Іоаннікія (Руднева, †1900) та багато іншого.
З часом блаженного Паїсія полюбив весь Київ. З 1867 року преподобний жив в Китаївський пустині., а в 1879 році його помістили до братської богадільні та сам будучи хворим, з великою любов'ю він доглядав за більш хворими братіями. Блаженний багато послужив хворій матері та провів її в останню дорогу. День своєї смерті він взнав зарання. Відчуваючи близькість смерті, він пішов до Лаври, де був направлений до братського шпиталю. 17 квітня 1893 року блаженний тихо помер після причастя Святих Христових Таїн. Його поховали на братському цвинтарі в Спасо-Преображенській пустині (в радянські часи пустинь була зруйнована). Смерть блаженного Паїсія оплакував весь Київ. Територія де знаходився братський цвинтар та могила блаженного Паїсія в наш час[коли?] знаходиться на приватній прибудинковій території у історичній місцевості Мишоловка (м. Київ).
| українська персоналія | Це незавершена стаття про особу, що має стосунок до України. Ви можете допомогти проєкту, виправивши або дописавши її. |